# تشاك هينتون
تشاك هينتون (بالإنجليزية: Chuck Hinton)‏ هو لاعب كرة قدم أمريكية أمريكي، ولد في 11 أغسطس 1939 في رالي في الولايات المتحدة، وتوفي في 30 يناير 1999.

## وصلات خارجية
- تشاك هينتون على موقع مرجع كرة القدم المحترفة.كوم (الإنجليزية)